# Spermophagus algericus
Spermophagus algericus là một loài bọ cánh cứng trong họ Bruchidae. Loài này được Gaubi miêu tả khoa học năm 1849.